# Данієль Карассо
Данієль Карассо (англ. Daniel Carasso; 1905—2009) — сефардський підприємець, засновник і згодом почесний президент компанії Danone, за іменем якої був названий йогурт, що став всесвітньо відомим.

## Життєпис
Народився в Салоніках (тоді Османська імперія) в 1905. Під час Балканської війни родина перебралася до Каталонії в Іспанії. Його батько, Ісаак Карассо, після Першої світової війни зайнявся продажем йогуртів, які він отримував з паризького Пастерівського інституту. У 1919 в Барселоні він зареєстрував фірму, яку назвав Danone. Каталонською Danon є зменшувальною формою імені Данієль, але Ісаак був вимушений додати до неї зайву букву «е», щоб обійти заборону уряду на реєстрацію як торгові марки власних імен.
У 1929 Данієль, що вивчав у Франції торгівлю, заснував Паризьке товариство з виробництва йогуртів Danone.
Під час Другої світової війни компанія переведена до Нью-Йорка, де отримала американізоване найменування Dannon Milk Products Inc.
У 1958 штаб-квартира снів знову переїхала до Європи, до Парижа. Тоді передав керівництво американським підрозділом до рук Джо Метцера, який працював з ним з 1943, з вказівкою знайти для підприємства відповідного покупця.
У 1959 Dannon Milk Products Inc. була продана компанії Beatrice Foods. Протягом 1960-х Beatrice здійснила просування бренду на захід, збільшивши виробничі потужності придбанням фабрики в Огайо і Техасі.
Поки компанія Dannon розвивалася і розширювалася в США, Данієль Карассо і Danone покоряли Європу. Danone об'єдналася з компанією Gervais (лідером на французькому ринку сирів) і групою BSN (значним скляним об'єднанням, яке почало працювати на ринку продуктів харчування).
У 1973 компанія BSN Gervais Danone стала одним з найбільших харчових об'єднань у світі з присутністю в 30-ти країнах світу. Своє лідерство компанія утримує досі і не збирається ослабляти позиції.
Данієль Карассо до останнього часу брав активну участь в діяльності компанії і, зокрема, відвідав святкові заходи, присвячені 90-річчю бренду Danone, які пройшли на початку 2009 в Іспанії та Франції.
Помер 18 травня 2009.

## Виноски
1. 1 2 3 4  Fichier des personnes décédées mirror
2. ↑  http://www.reuters.com/article/rbssConsumerGoodsAndRetailNews/idUSLI294720090518
3. ↑  Grimes, William (20 травня 2009). Daniel Carasso, a Pioneer of Yogurt, Dies at 103. The New York Times. Архів оригіналу за 9 листопада 2020. Процитовано 21 травня 2009.